# Ochsenfurt
Ochsenfurt è un comune tedesco di 11 386 abitanti, situato nel land della Baviera. È gemellato dal 2016 con il comune italiano di Bibbiena (AR) e il comune francese di Boulazac dal 1986.